# Пано Панов
Пано Илиев Панов е български подофицер и революционер, деец на Вътрешната македоно-одринска революционна организация.

## Биография
Пано Илиев е роден през 1887 година в софийското село Чеканчево, Княжество България. Присъединява се към ВМОРО и става четник на Милан Гюрлуков. Загива през Балканската война като младши подофицер в Българската армия.